# Gebiacantha dampieri
Gebiacantha dampieri is een tienpotigensoort uit de familie van de Upogebiidae. De wetenschappelijke naam van de soort is voor het eerst geldig gepubliceerd in 2008 door Ngoc-Ho.